# Paul Parin
 (octobre 2021).
Pour les articles homonymes, voir Parin.
Paul Parin, né le 20 septembre 1916 à Polzela, en Slovénie et mort le 18 mai 2009 à Zurich, est un médecin, ethnologue et psychanalyste suisse.

## Biographie
Paul Parin fait ses études de médecine à Graz, à Zagreb et à Zurich. En 1939, il s’installe à Zurich avec Goldy Matthèy-Guenet qui deviendra son épouse. Celle-ci rentrait alors d’Espagne où, engagée dans la guerre civile avec les Brigades internationales, elle avait dirigé un laboratoire d’analyses médicales et avait servi comme assistante radiologue. Cet engagement, le couple le poursuivra pendant la seconde Guerre mondiale, en allant sur le terrain yougoslave aux côtés des Partisans luttant contre l’envahisseur nazi. Paul Parin exerce à Zurich comme chirurgien et responsable d'un hôpital.
Après la guerre il suit une formation de psychanalyste à Zurich et contribue à fonder le Séminaire psychanalytique de Zurich (PSZ). Il voyage ensuite en Afrique de l'Ouest accompagné de son épouse et de Fritz Morgenthaler. Il est, avec notamment Georges Devereux, l'un des initiateurs du mouvement d'ethnopsychanalyse. Ses engagements l'ont amené à se démarquer dès 1968 de la psychanalyse traditionnelle et de ses institutions.

## Voyages africains
À partir de 1954, les Parin, Fritz Morgenthaler et son épouse, Goldy Morgenthaler-Matthèy, commencèrent le cycle de leurs voyages africains. Le style de leurs approches et de leurs méthodes est comparable à celui de Géza Róheim mais, bien que Parin connut bien Georges Devereux, il ne semble pas que ces premiers ethnopsychanalyses suisses se soient alors délibérément inscrits dans cette filiation. Le point commun à tous ces auteurs est de s'être intéressés directement aux matériaux provenant de la vie quotidienne, généralement à travers les récits et les observations de personnes identifiables, plutôt que par l'intermédiaire des "grandes institutions" telles les organisations sociales, les religions, les systèmes de parenté, les mythologies etc.
De nombreux écrits vont rapporter toutes ces expériences et toutes ces analyses. Malheureusement pour les francophones, quelques-uns seulement leur sont accessibles. Cependant les qualités de ces derniers sont suffisamment importantes pour donner une idée de l’ensemble. L’un d’entre eux, Les Blancs pensent trop. 13 entretiens psychanalytiques avec les Dogon, eut même un certain succès auprès des étudiants en mai 1968. Les blancs pensent trop reçut cependant une critique mitigée auprès des spécialistes francophones. La critique principale vint de Marie-Cécile et d'Edmond Ortigues, les auteurs du célèbre Œdipe africain. Dans la revue L’Homme Geneviève Calame-Griaule résumait ainsi cette critique : « contestent la position adoptée par l'équipe du Dr Parin et la valeur psychanalytique de sa démarche. Le fait, entre autres, qu'il y ait eu demande non de la part des sujets mais de la part des enquêteurs, la rétribution des patients les assimilant aux informateurs de l'enquête ethnologique, en inversant le rapport habituel analyste/analysé, fausse les résultats de la recherche […] les perspectives psychanalytique et ethnologique sont incompatibles dans l'action même etc. ». Geneviève Calame-Griaule reconnaissait malgré tout retrouver dans cet ouvrage « des confirmations et des précisions importantes et des données nouvelles sur la société Dogon .
En 1967, la Revue française de psychanalyse publiait son article « Observations sur la genèse du Moi chez les Dogon ». Cet article se situait dans la continuité d'un précédent, « Moi et oralité dans l’analyse des Dogon » paru dans la revue Connexions en 1975. Cet article de 1975 est le texte d'une communication présentée au 23e congrès international de psychanalyse à Stockholm en juillet 1963 sous le titre « Ego and Orality in the Analysis of Westafricans.». L'un de ses articles, publiée initialement en allemand en 1967 « De l'importance des mythes, rites et coutumes pour la psychiatrie comparative », est publié en français dans Confrontations psychiatriques en 1982. Quelques articles ont aussi été publiés dans Psychopathologie africaine, revue de la Société de psychopathologie et d'hygiène mentale de Dakar, créée par Moussa Diop et Henri Collomb.
Une dizaine d’années après le début de l’épisode Dogon, le trio appliqua la méthode psychanalytique au peuple Agni de Côte d’Ivoire. Ce fut l'objet d'un livre, Fürchte deinen Nächsten wie dich selbst. Psychoanalyse und Gesellschaft am Modell der Agni in Westafrika (Crains ton prochain comme toi-même). Cet ouvrage ne connut pas le même retentissement que Les Blancs pensent trop. L'approche s'est quelque peu modifiée : pour les recherches sur les Dogon, l'objectif premier était d'étudier le psychisme individuel alors qu'avec les Agni l'objectif était plutôt d'étudier les relations et les articulations entre l'individu et les structures sociales et culturelles de la société à laquelle cet individu appartient. Cette préoccupation s'étendra d'ailleurs pour ces trois auteurs dans tous leurs travaux ultérieurs et restent perceptible dans leurs applications de l'ethnopsychanalyse à plusieurs phénomènes relatifs aux sociétés occidentales contemporaines.

## Après l'Afrique
Peu connus en France, ces travaux et réflexions de l’École ethnopsychanalytique de Zurich se sont aussi appliqués à la culture et à la politique des sociétés européennes. Cette contribution est manifeste dans deux ouvrages :  «Der Widerspruch im Subjekt» (La Contradiction dans le Sujet)en 1978 et «Subjekt im Widerspruch» (Le Sujet en Contradiction)en 1986. Cette orientation a parfois été rapprochée des courants freudo-marxistes ; peut-être est-il plus raisonnable de la qualifier de socialiste adogmatique comme Parin le fit lui-même.
Dans les années 1980, Paul Parin commence sérieusement à écrire des histoires, d’autant plus qu’il interrompra son activité analytique en 1990.

## Distinctions
- 1992 : prix littéraire Erich Fried
- 1995 : docteur honoris causa de l'université de Klagenfurt
- 1997 : prix Sigmund Freud de la Deutsche Akademie für Sprache und Dichtung

## Publications
- Trop de diables dans le pays: Récits d'un voyageur en Afrique, Éditions L. Mauguin, 1997,  (ISBN 2912207029)
- avec Morgenthaler Fritz, Goldy Parin-Matthèy: Les Blancs pensent trop, Paris, Payot, 1966 (traduit de l'allemand par Aude Willm)
- Parin Paul : Considérations psychanalytiques sur le moi de groupe, in Psychopathologie africaine, 3, 2, 195-206
- avec Morgenthaler Fritz:  Moi et oralité dans l'analyse des Dogons, in: Connexions, Paris, 4, 15, 43-48., 1975,
- Anthropologie et psychiatrie, in: Psychopathologie africaine, 12, 1, 91-107., 1976
- Le Moi et les mécanismes d'adaptation in: Psychopathologie africaine, 15, 2, 159-195, 1979
- avec Fritz Morgenthaler et Goldy Parin-Matthèy: Fürchte deinen Nächsten wie dich selbst. Psychoanalyse und Gesellschaft am Modell der Agni in Westafrika, Franfurt/Main, Suhrkamp 1978.